# Список фавориток французских императоров
Список фавориток французских императоров — перечень некоторых из многочисленных любовниц двух французских императоров Наполеона I и Наполеона III.

## Наполеон I
Всего 51 любовница по подсчёту историка Жана Савана (Jean Savant). Согласно другому историку, Эндрю Робертсу, у Наполеона I были 21 или 22 любовницы. От некоторых из них у Наполеона были дети («Словарь Наполеона» говорит только о двоих — от Марии Валевской и от Элеоноры Денюэль де Ла Плень, но есть свидетельства и о других).

### Список
| №  | Портрет | Имя                                                                | Годы жизни | Примечания |
| -- | ------- | ------------------------------------------------------------------ | ---------- | --- |
| 1  |         | Полина Фуре                                                        | 1779—1868  | Была любовницей во время египетской кампании (1798—1799). |
| 2  |         | Джузеппина Грассини                                                | 1773—1850  | Итальянская оперная певица. |
| 3  |         | Элеонора Денюель де Ла Плень                                       | 1787—1858  | Родила от Наполеона сына Шарля Леона (1806—1881). |
| 4  |         | Жанна Эмилия Лювэр (Émilie Levert)                                 | 1788—1843  | Актриса театра Комеди Франсез. |
| 5  |         | Карлотта Гаццани (Carlotta Gazzani)                                | 1789—1827  | Дочь итальянской танцовщицы, состояла лектрисой при дворе императрицы Жозефины.                                                                                            |
| 6  |         | Августа Шарлотта фон Кильманзегге                                  | 1777—1863  | Дочь маршала саксонского двора Петра-Августа-Шенберга, в первом браке графиня Линар.                                                                                       |
| 7  |         | Мари Антуанетта Адель Дюшатель                                     | 1782—1860  | Придворная дама императрицы Жозефины, жена пэра Франции графа Шарля Дюшателя и мать министра финансов Танги Дюшателя.                                                      |
| 8  |         | Луиза Шарлотта де Риго де Водрёйль (Charlotte Rigaud de Vaudreuil) | 1770—1831  | Придворная дама императрицы Жозефины, дочь французского адмирала Луи-Филиппа де Риго де Водрёйля.                                                                          |
| 9  |         | Эмилия Виктория Краус                                              | 1785—1845  | Мать Ойгена Александра Мегерле фон Мюльфельда (1810—1868). |
| 10 |         | Маргарита Жозефина Вейме́р (известная как мадемуазель Жорж).        | 1787—1867  | Французская трагическая актриса. |
| 11 |         | Катарина Жозефина Дюшенуа                                          | 1777—1835  | Французская трагическая актриса |
| 12 |         | Мария Валевская                                                    | 1786—1817  | Польская дворянка, урождённая Лончиньская, мать Александра Валевского (1810—1868).                                                                                         |
| 13 |         | Альбина де Монтолон                                                | 1779—1848  | Была любовницей императора во время его изгнания на остров Святой Елены, жена маркиза Шарля-Тристана Монтолона, мать предполагаемой дочери Элен Марии Бонапарт (1819—1907) |

## Наполеон III
| №  | Портрет | Имя                                                          | Годы жизни | Примечания |
| -- | ------- | ------------------------------------------------------------ | ---------- | --- |
| 1  |         | Арманс Дюпии (Armance Depuille)                              | 1830—1913  | Родила от Наполеона III сына Бенони Дюпии. |
| 2  |         | Паскали Корбьер (Pascalie Corbière)                          | 1823— ?    | Нянька незаконных детей Наполеона III. |
| 3  |         | Мария Анна Ши (Maria Anna Schiess)                           | 1812—1880  | Родила от Наполеона сына Бонавенчера Карера (1839—1921). |
| 4  |         | Элеонора Вержу (Éléonore Vergeot)                            | 1820—1886  | Служанка в доме маркиза Монтолона, была любовницей Наполеона III во время его заключения в крепости Гам (с 1841 по 1846), родила от него двух сыновей Евгения и Александра Бюр. |
| 5  |         | Гарриет Говард (Harriet Howard)                              | 1823–1865  | Дочь сапожника, получившая от своего покровителя майора Мартина большое наследство, что позволило ей профинансировать в 1848 году президентскую кампанию Наполеона III и частично переворот 1851 года. В благодарность получила от императора титул графини де Борегар де Бешеве и замок в Ла-Сель-Сен-Клу. |
| 6  |         | Элизабет Хагеншмидт (Élisabeth Hugenschmidt)                 | 1825—1915  | Родила от Наполеона III сына Артура (1862—1929) |
| 7  |         | Маргарита Белланже                                           | 1838—1886  | Актриса, артистка цирка и куртизанка. |
| 8  |         | Луиза де Мерси-Аржанто, графиня                              | 1825—1915  | Была любовницей Наполеона III в 1866—1870 года. |
| 9  |         | Валентина Хаусман (Valentine Haussmann)                      | 1841—1901  | Дочь барона Ж. Э. Османа, сенатора и градостроителя. |
| 10 |         | Вирджиния Ольдоини                                           | 1837—1899  | Итальянская куртизанка более известная как графиня ди Кастильоне или просто Ла Кастильоне. |
| 11 |         | Мари-Анн (Марианна) де Риччи (Marie-Anne-Catherine di Ricci) | 1823—1912  | Супруга графа Александра Колонна-Валевского, сына Наполеона I. |
| 12 |         | Леокадия Богуслава Залевская (Leocadia Boguslawa Zalewska)   | 1838—1927  | По ее словам родила от Наполеона III сына Жоржа Фейдо (1862—1921) |